# Méthode de Hückel étendue
Pour les articles homonymes, voir Hückel.
La méthode de Hückel étendue est une méthode quantique semi-empirique, développée par Roald Hoffmann depuis 1963. Elle est basée sur la méthode de Hückel mais, alors que la méthode originale de Hückel ne prend en compte que les orbitales π, la méthode étendue prend aussi en compte les orbitales σ.

La méthode de Hückel étendue peut être utilisée pour la détermination des orbitales moléculaires, mais elle n'est pas très performante pour la détermination de la géométrie structurale d'une molécule organique. Elle peut cependant déterminer les énergies relatives de différentes configurations géométriques. Elle utilise le calcul des interactions électroniques d'une manière relativement simple dans laquelle les répulsions électroniques ne sont pas incluses explicitement et l'énergie totale est une somme de termes pour chaque électron de la molécule. Les éléments non-diagonaux de la matrice hamiltonienne sont fournis par le biais d'une approximation proposée par Wolfsberg et Helmholz qui les relie aux éléments diagonaux et à l'élément matrice de recouvrement, selon la relation suivante :
{\displaystyle H_{ij}={\frac {K}{2}}S_{ij}(H_{ii}+H_{jj})}
Il est relativement courant dans de nombreuses études théoriques d'utiliser la méthode de Hückel étendue comme étape préliminaire pour la détermination des orbitales moléculaires par une méthode plus sophistitiquée comme la méthode CNDO/2 ou encore des méthodes ab initio de chimie quantique. Ceci conduit à la détermination de propriétés structurales et électroniques plus précises.
La méthode fut initialement utilisée par Roald Hoffmann qui développa, avec Robert Burns Woodward, des règles pour étudier les mécanismes réactionnels (règles de Woodward–Hoffmann). Il utilisa les descriptions des orbitales moléculaires de la théorie étendue de Hückel pour caractériser les interactions d'orbitales dans des réactions de cycloadditions.
Une méthode relativement similaire fut utilisée précédemment par Hoffmann et Lipscomb pour l'étude des hydrures de bore,. Les termes non-diagonaux étaient considérés comme proportionnels à l'intégrale de recouvrement :
{\displaystyle H_{ij}=KS_{ij}}.
Cette simplification de l'approximation de Wolfsberg et Helmholz est raisonnable pour les hydrures de bore, les éléments diagonaux étant relativement proches en raison de la faible différence d'électronégativité entre le bore et l'hydrogène.
La méthode marche beaucoup plus mal pour les molécules contenant des atomes avec des électronégativités différentes. Afin de surmonter ce défaut, de nombreux groupes de recherche ont suggéré l'emploi de schémas itératifs dépendants de la charge atomique. Une de ces méthodes dérivées, toujours actuellement largement utilisée en chimie inorganique et organométallique est la méthode de Fenske-Hall,.

On pourra citer comme programme récent basée sur la méthode de Hückel étendue YAeHMOP (yet another extended Hückel molecular orbital package).